# National Lampoon's Christmas Vacation
National Lampoon’s Christmas Vacation is een Amerikaanse komische film uit 1989 geschreven door John Hughes. De regie was in handen van Jeremiah S. Chechik.
Christmas Vacation is de derde film in een reeks van vier Vacation-films met Chevy Chase en Beverly D'Angelo in de hoofdrollen. In deze film worden Audrey en Rusty Griswold door andere acteurs vertolkt: Juliette Lewis en Johnny Galecki respectievelijk.

## Verhaal
De film gaat over het ongewone gezin Griswold dat tijdens de kerst de meest bizarre dingen meemaakt. Dat begint al bij het halen van een kerstboom. Daarnaast houden de Griswolds zich bezig met de organisatie voor een kerstfeest met de familie, waarbij o.a. neef Eddie met zijn gezin zal komen. Tijdens deze familiebijeenkomst ontstaan de meest hilarische momenten.

## Rolverdeling
Hoofdpersonages:
| Acteur           | Personage                |
| ---------------- | ------------------------ |
| Chevy Chase      | Clark Griswold           |
| Beverly D'Angelo | Ellen Griswold           |
| Juliette Lewis   | Audrey Griswold          |
| Johnny Galecki   | Russell 'Rusty' Griswold |
| Randy Quaid      | Eddie Johnson            |
| Miriam Flynn     | Catherine Johnson        |
| William Hickey   | Oom Lewis                |
| Mae Questel      | Tante Bethany            |